# Hyphoraia curialis
Hyphoraia curialis är en fjärilsart som beskrevs av Eugen Johann Christoph Esper 1790. Hyphoraia curialis ingår i släktet Hyphoraia och familjen björnspinnare. Inga underarter finns listade i Catalogue of Life.